# (400194) 2006 XQ66
(400194) 2006 XQ66 es un asteroide perteneciente al cinturón de asteroides, descubierto el 14 de diciembre de 2006 por el equipo del Near Earth Asteroid Tracking, desde el Observatorio del Monte Palomar, Estados Unidos.

## Designación y nombre
Este asteroide fue designado provisionalmente como 2006 XQ66.

## Características orbitales
2006 XQ66 está situado a una distancia media del Sol de 2,726 ua, se puede alejar hasta 3,235 ua y se uede acercar hasta 2,217 ua. Su excentricidad es 0,186 y su inclinación orbital 11,95 grados. Emplea 1644,33 días en completar una órbita alrededor del sol.

## Características físicas
La magnitud absoluta de 2006 XQ66 es 16,5.